# Hassan Yebda
Hassan Yebda (Arabisch: حسان يبدة) (Saint-Maurice, 14 mei 1984) is een Franse voetballer van Algerijnse afkomst die onder contract staat bij Granada CF.
Yebda kon vanwege zijn dubbele nationaliteit voor Algerije of voor Frankrijk uitkomen. Hij heeft besloten om voor Algerije zijn interlandcarrière op te bouwen. Hij maakte zijn interlanddebuut in juni 2009 tijdens een vriendschappelijke wedstrijd tegen Zambia. In het verleden kwam Yebda wel uit voor de Franse nationale jeugdselecties.